# ريناتو كانو
ريناتو كانو (بالبرتغالية: Renato Pereira da Silva Alberto) (27 أكتوبر 1985 بساو باولو في البرازيل - ) هو لاعب كرة قدم برازيلي في مركز الهجوم. لعب مع نادي أمريكا ونادي براشوف وزاكاتيبيك ونادي بينفايل وUberlândia Esporte Clube ‏ وClube Atlético Taboão da Serra ‏ وناسيونال ساو باولو.

## وصلات خارجية
- ريناتو كانو على موقع قاعدة بيانات كرة القدم.إي يو (الإنجليزية)
- ريناتو كانو على موقع Soccerway.com (الإنجليزية)